# Nantucket
Nantucket (pronuncia: /nænˈtʌkɪt/) è un'isola degli Stati Uniti d'America, 48 km a sud di capo Cod, nello Stato del Massachusetts. Assieme alle piccole isole di Tuckernuck e Muskeget, costituisce la town e la contea di Nantucket. La zona di Surfside a Nantucket è l'insediamento più a sud del Massachusetts.

## Storia
Nantucket è rinomata come destinazione turistica e luogo di residenza estiva. La popolazione, durante i mesi estivi, aumenta da 10 000 fino a circa 50 000 persone. Sull'isola si trovano alcune delle proprietà di maggior valore dello Stato.
Grazie soprattutto alle città di Nantucket e Siasconset, l'isola è stata indicata come National Historic District. A Nantucket si trova una delle maggiori concentrazioni di edifici precedenti alla guerra civile di tutti gli Stati Uniti.
Di Nantucket era la baleniera Essex, affondata nel 1820 a causa dell'attacco di un capodoglio, nonché una parte dei sopravvissuti del suo equipaggio.
 Al largo dell'isola naufragarono, inoltre, due famosi transatlantici: il britannico Republic, il 24 gennaio 1909, a causa dello speronamento da parte della nave italiana Florida, e l'italiano Andrea Doria, il 26 luglio 1956, a seguito della collisione con il mercantile svedese Stockholm.